# Bürli (Kleingebäck)
Bürli, regional auch als Pürli, Mutsch oder Mutschli/Mütschli bezeichnet, ist in der Schweiz ein aus Brotteig hergestelltes Kleingebäck aus Halbweiss- oder Weissmehl. Bürli bedeutet Kleines Bauernbrot.

## Aussehen und Herstellung

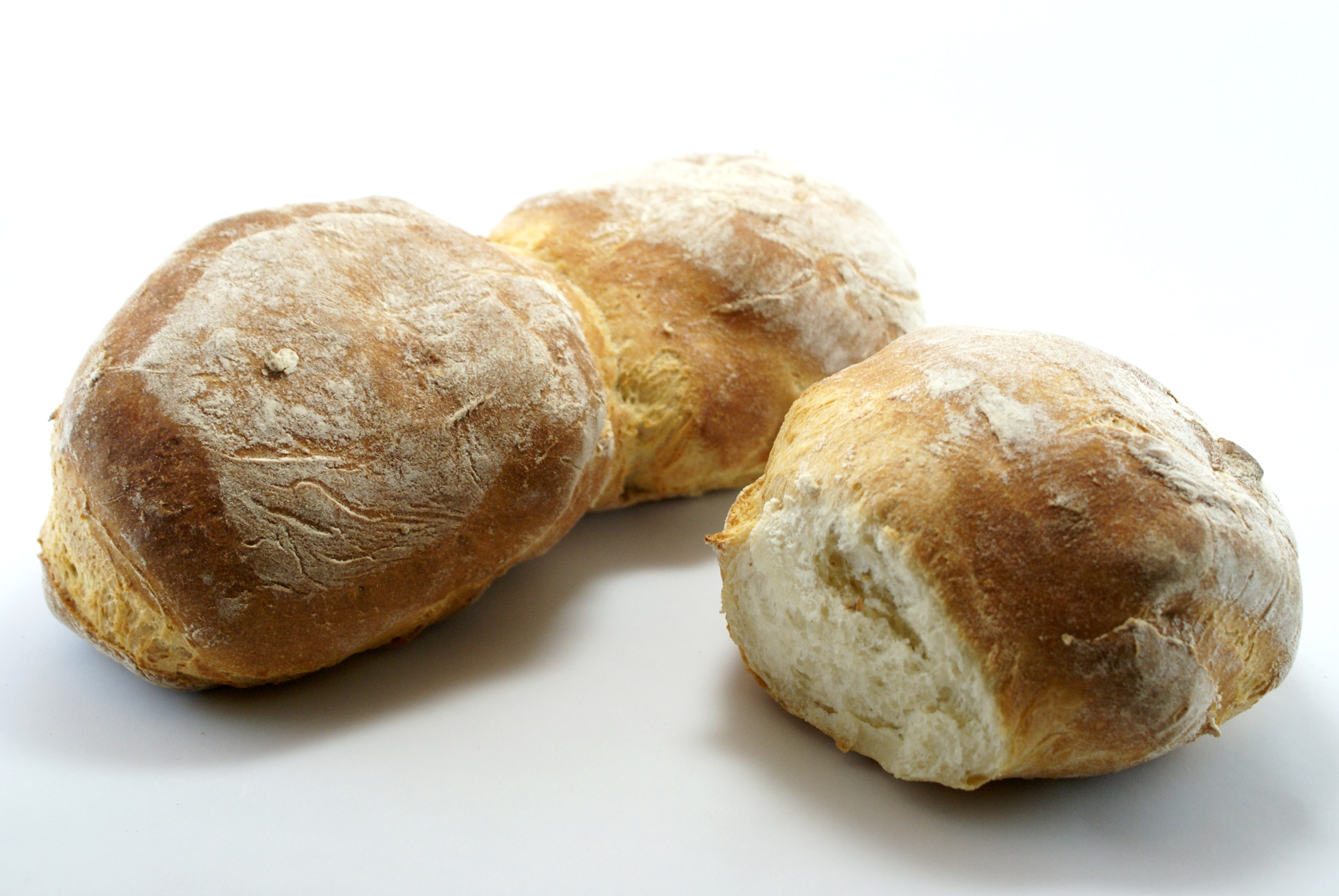
Bürli

Ein Bürli hat eine dunkle, krosse Kruste und ist mit Mehl bestäubt. Innen sind sie weich und mit grossen Poren gebacken. Meist werden sie als Doppelbürli gebacken und verkauft, manchmal auch als 4er-Bürli. Diese können leicht geteilt werden und haben an der Bruchstelle die typisch aufgerissene Erscheinungsform.

## Verbreitung
Das Hauptverbreitungsgebiet liegt westlich des Flusses Reuss. In den an das Kerngebiet grenzenden Regionen wird für dieses oft mehrfach (vierfach oder doppelt) aneinander gebackene Rundbrötchen auch vom Brötli oder Wasserbrötli gesprochen, in einigen Regionen heissen sie Bürli (Nordwestschweiz) resp. Pürli (Ostschweiz). Im Luzerngebiet und dem südlichen Aargau ist die Verwendung auf die zweiteilige Paarform beschränkt (Doppelbürli). Im Berngebiet kommt das Wort Mutschli traditionell dagegen gar nicht vor, da dort dieses Kleingebäck historisch bis in die Mitte des 20. Jahrhunderts nicht angeboten wurde. Die Verbreitung zieht sich von der Reuss gegen Osten durch die Innerschweiz bis ins Glarnerland und bis St. Gallen und dem westlichen Zipfel von Graubünden, wobei sie dort meist wieder vierteilig ausgeformt wird. Weiter östlich – und nur dort innerhalb der Schweiz – spricht man von Migga. Die Bezeichnung, die noch Mitte des 20. Jahrhunderts üblich war, hat sich seitdem weitgehend auf den Begriff Bürli reduziert.